# 関柴合戦
関柴合戦（せきしばかっせん）は、天正13年（1585年）に起きた伊達氏と蘆名氏の抗争である。この項では原田宗時による猿倉峠の侵攻、及び、伊達政宗による檜原峠への侵攻を併記する。

## 永禄年間の伊達輝宗による檜原地域への侵攻
永禄7年（1564年）4月、永禄8年（1565年）7月など、伊達輝宗はたびたび桧原地域へ軍を出した。輝宗による軍事行動の背景には、蘆名盛氏が二階堂氏の治める岩瀬郡への侵略を図っており、救援を兼ねて出兵をしていたが、いずれも穴沢俊恒によって撃退された。永禄9年1566年2月、蘆名氏が松山城と横田城を攻略すると二階堂盛義は嫡男・平四郎を人質に蘆名氏へ差し出して降伏。伊達輝宗は、彦姫を蘆名氏に嫁がせることで同盟を成立させた。

## 伊達氏と蘆名氏
伊達氏と蘆名氏は、天正年間前期には関係が非常に良好であり、蘆名盛氏が輝宗の次男竺丸を蘆名盛興の養子に懇願するほどであった。関係の悪化には、二階堂氏から養子に入った蘆名盛隆が天正8年（1580年）の盛氏死後に佐竹氏へ接近し、天正9年（1581年）の佐竹義重の黒川城訪問により佐竹氏による奥州一統が成立した事や、二階堂氏を支援する蘆名氏と田村氏を支援する伊達氏の対立構造の確立、蘆名盛興・盛氏・盛隆の相次ぐ死去により、蘆名家中の首脳陣と伊達氏との関係の希薄化、金上盛備による佐竹氏への傾倒及び反伊達化などが挙げられる。また、蘆名盛隆の急死は、伊達家の伊達政宗への家督継承を急がせた。新しく当主となった政宗の外交方針により、蘆名・伊達・最上による対上杉の協調関係は崩壊し、伊達・上杉による不可侵関係が成立した。

## 経過
天正13年（1585年）、関柴館主松本輔弘が伊達氏に内応すると、伊達政宗は原田宗時等を派兵し、自身も檜原方面から侵攻した。関柴軍は松本輔弘が討ち取られるなど大敗した。しかし、伊達政宗の本隊が到着すると、蘆名軍は劣勢となり、穴沢俊恒、俊光父子は自害へと追い込まれた。

## 影響
伊達氏は桧原城を築き、米沢街道の最前線基地とした。桧原城には、後藤信康が入城し、蘆名氏が滅び、北方城主へと配置転換されるまでの4年間守備に着いた。